# 듀오 (영화)
듀오(The Duo, Iruvar)는 인도에서 제작된 마니 라트남 감독의 1997년 영화이다. 모한라 등이 주연으로 출연하였다.

## 출연

### 주연
- 모한라
- 아이쉬와라 라이
- 타부
- 레바띠

## 같이 보기
- 필름 아 클레